# Rumiko Takahashi
Rumiko Takahashi (jap. 高橋 留美子 Takahashi Rumiko; ur. 10 października 1957 w Niigacie) – japońska mangaka.

## Życiorys
Jest absolwentką Wydziału Literatury Japońskiego Uniwersytetu Kobiet (Nihon Josei Daigaku). Z celującym wynikiem ukończyła szkołę dla twórców mangi, Gekiga Sonjuku, której właścicielem i wykładowcą był Kazuo Koike. Pod jego okiem Takahashi stawiała swoje pierwsze kroki jako mangaka.
W 1977 roku została laureatką plebiscytu New Artists Award, zaś rok później – wygrała konkurs wydawnictwa Shōgakukan. 
Zadebiutowała jako mangaka w 1978 roku one-shotem zatytułowanym Każdy sobie (jap. 勝手なやつら Katte na yatsura) opublikowanym na łamach czasopisma „Shūkan Shōnen Sunday” wydawnictwa Shōgakukan; opowieść ta stała się następnie pierwowzorem serii Urusei Yatsura, która ukazywała się w magazynie „Shūkan Shōnen Sunday” w latach 1978–1987. Cykl osiągnął duży sukces – wersja tankōbon sprzedała się na poziomie 26 milionów egzemplarzy.
Kolejna seria, Ranma ½, również osiągnęła duży sukces, osiągając w listopadzie 2011 sprzedaż na poziomie 53 milionów egzemplarzy. 
W latach 1996–2008 autorka wydawała historyczno-fantastyczno-komediową serię InuYasha, która sprzedała się w Japonii w nakładzie 45 milionów egzemplarzy.
W 2017 roku, w 35. tomiku Kyōkai no Rinne podano, że biorąc pod uwagę wszystkie dotychczas wydane serie autorki wydrukowano łącznie ponad 200 milionów kopii na całym świecie. 
W 2019 roku Rumiko Takahashi otrzymała nagrodę Grand Prix na Międzynarodowym Festiwalu Komiksu w Angoulême za całokształt twórczości. W tym samym roku autorka otrzymała także nagrodę Komisarza Spraw Kultury. 
2 listopada 2020 roku rząd Japonii ogłosił, że Takahashi została uhonorowana Medalem Honoru z Fioletową Wstęgą (jap. 紫綬褒章 Shijuhōshō).

## Twórczość
| Lata      | Tytuł                                                       | Japoński wydawca | Polski wydawca                |
| --------- | ----------------------------------------------------------- | ---------------- | ----------------------------- |
| 1978–1987 | Urusei Yatsura (jap. うる星やつら)                          | Shōgakukan       | J.P. Fantastica               |
| 1980–1987 | Maison Ikkoku (jap. めぞん一刻)                             | Shōgakukan       | —                             |
| 1984–1994 | Syrenie opowieści (jap. 人魚シリーズ Ningyo shirīzu)        | Shōgakukan       | J.P. Fantastica               |
| 1987–1996 | Ranma ½ (jap. らんま1/2)                                    | Shōgakukan       | Egmont Polska J.P. Fantastica |
| 1987–2007 | Ichi Pound no fukuin (jap. 1ポンドの福音 1 pondo no fukuin) | Shōgakukan       | —                             |
| od 1987   | Takahashi Rumiko gekijō (jap. 高橋留美子劇場)               | Shōgakukan       | —                             |
| 1994–2015 | Rumik World (jap. るーみっくわーるど)                       | Shōgakukan       | J.P. Fantastica               |
| 1996–2008 | InuYasha (jap. 犬夜叉)                                      | Shōgakukan       | Egmont Polska J.P. Fantastica |
| 2009–2017 | Kyōkai no Rinne (jap. 境界のRINNE)                          | Shōgakukan       | —                             |
| od 2019   | Mao (jap. マオ)                                             | Shōgakukan       | —                             |